# Seznam katastrálních území v okrese Děčín
V této tabulce je uveden kompletní výčet katastrálních území Okresu Děčín, včetně rozlohy a sídel, které na nich leží.
| Název KÚ                     | Sídla                                                                                           | Obec                     | km2   |
| ---------------------------- | ----------------------------------------------------------------------------------------------- | ------------------------ | ----- |
| A                            | A                                                                                               | A                        |       |
| Arnoltice                    | Arnoltice                                                                                       | Arnoltice                | 5,53  |
| Babětín                      | Těchlovice                                                                                      | Těchlovice               | 1,94  |
| Bělá u Děčína                | Děčín X-Bělá, Děčín XIX-Čechy                                                                   | Děčín                    | 5,64  |
| Benešov nad Ploučnicí        | Benešov nad Ploučnicí                                                                           | Benešov nad Ploučnicí    | 5,31  |
| Blankartice                  | Blankartice                                                                                     | Heřmanov                 | 4,53  |
| Boletice nad Labem           | Děčín XXXII-Boletice nad Labem                                                                  | Děčín                    | 2,56  |
| Borek u Děčína               | Borek, Choratice                                                                                | Malšovice                | 2,53  |
| Brložec                      | Brložec                                                                                         | Dobrná                   | 2,2   |
| Brtníky                      | Brtníky                                                                                         | Staré Křečany            | 10,45 |
| Březiny u Děčína             | Děčín XXVI-Bechlejovice, Děčín XXVII-Březiny                                                    | Děčín                    | 4,34  |
| Bynov                        | Děčín IX-Bynov, Děčín XX-Nová Ves                                                               | Děčín                    | 15,25 |
| Bynovec                      | Bynovec                                                                                         | Bynovec                  | 6,36  |
| Císařský                     | Císařský                                                                                        | Šluknov                  | 10,3  |
| Čáslav u Verneřic            | Čáslav                                                                                          | Verneřice                | 1,62  |
| Česká Kamenice               | Česká Kamenice, Filipov, Pekelský Důl                                                           | Česká Kamenice           | 5,62  |
| Děčín                        | Děčín I-Děčín, Děčín II-Nové Město                                                              | Děčín                    | 4,6   |
| Děčín-Staré Město            | Děčín III-Staré Město                                                                           | Děčín                    | 2,97  |
| Dobkovice                    | Dobkovice                                                                                       | Dobkovice                | 4,16  |
| Dobrná                       | Dobrná                                                                                          | Dobrná                   | 6,61  |
| Dolní Falknov                | Dolní Falknov                                                                                   | Kytlice                  | 8,93  |
| Dolní Habartice              | Dolní Habartice                                                                                 | Dolní Habartice          | 5,57  |
| Dolní Chřibská               | Dolní Chřibská                                                                                  | Chřibská                 | 8,68  |
| Dolní Kamenice               | Dolní Kamenice, Filipov, Huníkov                                                                | Česká Kamenice           | 5,08  |
| Dolní Křečany                | Rumburk 3-Dolní Křečany                                                                         | Rumburk                  | 7,65  |
| Dolní Podluží                | Dolní Podluží, Kateřina, Světliny 2.díl                                                         | Dolní Podluží            | 15,44 |
| Dolní Poustevna              | Dolní Poustevna                                                                                 | Dolní Poustevna          | 3,76  |
| Dolní Žleb                   | Děčín XIV-Dolní Žleb                                                                            | Děčín                    | 10,91 |
| Doubice                      | Doubice                                                                                         | Doubice                  | 19,29 |
| Falknov                      | Dolní Falknov, Falknov, Hillův Mlýn, Kytlice                                                    | Kytlice                  | 8,97  |
| Filipov u Jiříkova           | Filipov                                                                                         | Jiříkov                  | 0,65  |
| Fojtovice u Heřmanova        | Fojtovice                                                                                       | Heřmanov                 | 5,59  |
| Folknáře                     | Děčín XXVIII-Folknáře                                                                           | Děčín                    | 2,45  |
| Františkov nad Ploučnicí     | Františkov nad Ploučnicí, Mlatce                                                                | Františkov nad Ploučnicí | 3,17  |
| Fukov                        | Království                                                                                      | Šluknov                  | 2,76  |
| Heřmanov                     | Heřmanov                                                                                        | Heřmanov                 | 7,57  |
| Hliněná                      | Hliněná                                                                                         | Malšovice                | 2,13  |
| Horní Habartice              | Horní Habartice                                                                                 | Horní Habartice          | 7,27  |
| Horní Chřibská               | Horní Chřibská                                                                                  | Chřibská                 | 4,05  |
| Horní Jindřichov             | Rumburk 2-Horní Jindřichov                                                                      | Rumburk                  | 7     |
| Horní Kamenice               | Horní Kamenice                                                                                  | Česká Kamenice           | 5,35  |
| Horní Oldřichov              | Děčín VIII-Dolní Oldřichov, Děčín XXI-Horní Oldřichov                                           | Děčín                    | 1,43  |
| Horní Podluží                | Horní Podluží, Ladečka, Světlík, Žofín                                                          | Horní Podluží            | 7,33  |
| Horní Poustevna              | Horní Poustevna, Karlín, Marketa                                                                | Dolní Poustevna          | 4,11  |
| Hoštice nad Labem            | Děčín XXIX-Hoštice nad Labem                                                                    | Děčín                    | 2,56  |
| Hřensko                      | Hřensko                                                                                         | Hřensko                  | 9,51  |
| Huntířov u Děčína            | Františkův Vrch, Huntířov                                                                       | Huntířov                 | 7,24  |
| Chlum u Děčína               | Děčín XXXIV-Chlum                                                                               | Děčín                    | 3,44  |
| Chrochvice                   | Děčín VII-Chrochvice                                                                            | Děčín                    | 1,46  |
| Chřibská                     | Chřibská                                                                                        | Chřibská                 | 2,57  |
| Janov u Hřenska              | Janov                                                                                           | Janov                    | 4,66  |
| Janská                       | Janská                                                                                          | Janská                   | 5,36  |
| Javory                       | Javory                                                                                          | Malšovice                | 3,58  |
| Jedlová                      | Jedlová                                                                                         | Jiřetín pod Jedlovou     | 5,14  |
| Jetřichovice u Děčína        | Jetřichovice                                                                                    | Jetřichovice             | 16,63 |
| Jílové u Děčína              | Jílové, Kamenná                                                                                 | Jílové                   | 11,18 |
| Jiřetín pod Jedlovou         | Jiřetín pod Jedlovou                                                                            | Jiřetín pod Jedlovou     | 2,07  |
| Jiříkov                      | Loučné, Nový Jiříkov, Starý Jiříkov                                                             | Jiříkov                  | 12,66 |
| Kámen                        | Kámen                                                                                           | Kámen                    | 1,78  |
| Kamenická Nová Víska         | Kamenická Nová Víska, Víska pod Lesy                                                            | Česká Kamenice           | 1,68  |
| Kamenická Stráň              | Kamenická Stráň                                                                                 | Růžová                   | 2,58  |
| Karlovka                     | Karlovka                                                                                        | Velká Bukovina           | 3     |
| Kerhartice                   | Kerhartice                                                                                      | Česká Kamenice           | 7,62  |
| Knížecí                      | Knížecí                                                                                         | Velký Šenov              | 3,62  |
| Kopec                        | Kopec                                                                                           | Staré Křečany            | 3,47  |
| Královka                     | Harrachov, Královka                                                                             | Šluknov                  | 2,84  |
| Království                   | Království                                                                                      | Šluknov                  | 16,74 |
| Krásná Lípa                  | Krásná Lípa                                                                                     | Krásná Lípa              | 10,05 |
| Krásné Pole u Chřibské       | Krásné Pole                                                                                     | Chřibská                 | 0,66  |
| Krásný Buk                   | Hely, Kamenná Horka, Krásný Buk                                                                 | Krásná Lípa              | 2,21  |
| Krásný Studenec              | Děčín XXIV-Krásný Studenec                                                                      | Děčín                    | 5,92  |
| Křešice u Děčína             | Děčín XXXI-Křešice                                                                              | Děčín                    | 3,93  |
| Kunratice u České Kamenice   | Kunratice                                                                                       | Kunratice                | 7,28  |
| Kunratice u Šluknova         | Kunratice                                                                                       | Šluknov                  | 2,79  |
| Kyjov u Krásné Lípy          | Dlouhý Důl, Kyjov                                                                               | Krásná Lípa              | 8,68  |
| Kytlické Mlýny               | Mlýny                                                                                           | Kytlice                  | 8,87  |
| Labská Stráň                 | Labská Stráň                                                                                    | Labská Stráň             | 2,88  |
| Lesná u Děčína               | Děčín XXXV-Lesná                                                                                | Děčín                    | 3,46  |
| Lipová u Šluknova            | Lipová                                                                                          | Lipová                   | 10,66 |
| Líska                        | Líska                                                                                           | Česká Kamenice           | 13,4  |
| Liščí                        | Liščí                                                                                           | Lipová                   | 2,16  |
| Lobendava                    | Lobendava                                                                                       | Lobendava                | 11,5  |
| Loubí u Děčína               | Děčín XIII-Loubí                                                                                | Děčín                    | 0,47  |
| Loučky u Verneřic            | Loučky                                                                                          | Verneřice                | 7,4   |
| Ludvíkovice                  | Ludvíkovice                                                                                     | Ludvíkovice              | 9,48  |
| Malá Bukovina                | Malá Bukovina                                                                                   | Velká Bukovina           | 5,27  |
| Malá Veleň                   | Jedlka, Malá Veleň, Soutěsky                                                                    | Malá Veleň               | 5,02  |
| Malšovice                    | Malšovice                                                                                       | Malšovice                | 3,4   |
| Malý Šachov                  | Malý Šachov                                                                                     | Starý Šachov             | 1,38  |
| Markvartice u Děčína         | Markvartice                                                                                     | Markvartice              | 8,54  |
| Martiněves u Děčína          | Martiněves                                                                                      | Jílové                   | 3,06  |
| Maxičky                      | Děčín XVIII-Maxičky                                                                             | Děčín                    | 18,54 |
| Merboltice                   | Merboltice                                                                                      | Merboltice               | 8,25  |
| Mezná u Hřenska              | Mezná                                                                                           | Hřensko                  | 10,38 |
| Mikulášovice                 | Mikulášovice, Mikulášovičky, Salmov, Tomášov                                                    | Mikulášovice             | 25,85 |
| Modrá u Děčína               | Kamenec, Modrá                                                                                  | Jílové                   | 4,44  |
| Nebočady                     | Děčín XXXIII-Nebočady                                                                           | Děčín                    | 2,76  |
| Nová Chřibská                | Nová Chřibská                                                                                   | Rybniště                 | 0,74  |
| Nová Oleška                  | Nová Oleška                                                                                     | Huntířov                 | 2,35  |
| Nová Víska u Dolní Poustevny | Nová Víska                                                                                      | Dolní Poustevna          | 3,2   |
| Nové Hraběcí                 | Nové Hraběcí                                                                                    | Šluknov                  | 1,57  |
| Oldřichov nad Ploučnicí      | Františkov nad Ploučnicí                                                                        | Františkov nad Ploučnicí | 2,2   |
| Ovesná                       | Ovesná                                                                                          | Benešov nad Ploučnicí    | 4,46  |
| Panský                       | Panský                                                                                          | Staré Křečany            | 3,74  |
| Podmokly                     | Děčín IV-Podmokly, Děčín VI-Letná, Děčín V-Rozbělesy, Děčín XXIII-Popovice, Děčín XXII-Václavov | Děčín                    | 6,88  |
| Prosetín u Dobkovic          | Poustka, Prosetín                                                                               | Dobkovice                | 1,59  |
| Prostřední Žleb              | Děčín XI-Horní Žleb, Děčín XVII-Jalůvčí, Děčín XVI-Přípeř, Děčín XV-Prostřední Žleb             | Děčín                    | 11,15 |
| Přední Lhota u Těchlovic     | Těchlovice                                                                                      | Těchlovice               | 1,26  |
| Přerov u Těchlovic           | Těchlovice                                                                                      | Těchlovice               | 1,66  |
| Příbram pod Bukovou horou    | Příbram                                                                                         | Verneřice                | 5,55  |
| Rozhled                      | Lesné, Rozhled                                                                                  | Jiřetín pod Jedlovou     | 4     |
| Rožany                       | Rožany                                                                                          | Šluknov                  | 4,28  |
| Rumburk                      | Rumburk 1                                                                                       | Rumburk                  | 10,05 |
| Růžová                       | Růžová                                                                                          | Růžová                   | 15,29 |
| Rybniště                     | Rybniště                                                                                        | Rybniště                 | 11,98 |
| Rychnov u Verneřic           | Rychnov                                                                                         | Verneřice                | 6,86  |
| Rynartice                    | Rynartice                                                                                       | Jetřichovice             | 7,73  |
| Rytířov                      | Rytířov                                                                                         | Verneřice                | 1,57  |
| Severní                      | Severní                                                                                         | Lobendava                | 8,04  |
| Sněžník                      | Sněžník                                                                                         | Jílové                   | 17,89 |
| Srbská Kamenice              | Srbská Kamenice                                                                                 | Srbská Kamenice          | 11,73 |
| Stará Bohyně                 | Nová Bohyně, Stará Bohyně                                                                       | Malšovice                | 1,39  |
| Stará Oleška                 | Stará Oleška                                                                                    | Huntířov                 | 4,64  |
| Staré Hraběcí                | Janovka, Leopoldka, Malý Šenov, Staré Hraběcí                                                   | Velký Šenov              | 3,22  |
| Staré Křečany                | Nové Křečany, Staré Křečany, Valdek                                                             | Staré Křečany            | 19,08 |
| Starý Šachov                 | Starý Šachov                                                                                    | Starý Šachov             | 2,04  |
| Studánka u Rumburku          | Studánka, Světliny 1.díl                                                                        | Varnsdorf                | 9,15  |
| Studený u Kunratic           | Lipnice, Studený                                                                                | Kunratice                | 6,38  |
| Šluknov                      | Šluknov                                                                                         | Šluknov                  | 6,2   |
| Těchlovice nad Labem         | Těchlovice                                                                                      | Těchlovice               | 5,62  |
| Valkeřice                    | Sluková, Valkeřice                                                                              | Valkeřice                | 14,14 |
| Varnsdorf                    | Varnsdorf                                                                                       | Varnsdorf                | 17,06 |
| Velká Bukovina               | Velká Bukovina                                                                                  | Velká Bukovina           | 6,08  |
| Velká Veleň                  | Děčín XXX-Velká Veleň                                                                           | Děčín                    | 3,97  |
| Velké Stínky                 | Příbram                                                                                         | Verneřice                | 0,66  |
| Velký Šenov                  | Velký Šenov                                                                                     | Velký Šenov              | 12,97 |
| Verneřice                    | Verneřice                                                                                       | Verneřice                | 7,72  |
| Veselé                       | Veselé, Veselíčko 1.díl                                                                         | Veselé                   | 7,38  |
| Vilémov u Šluknova           | Dolina, Vilémov                                                                                 | Vilémov                  | 4,07  |
| Vilsnice                     | Děčín XII-Vilsnice, Děčín XXV-Chmelnice                                                         | Děčín                    | 3,34  |
| Vlčí Hora                    | Dlouhý Důl, Sněžná, Vlčí Hora                                                                   | Krásná Lípa              | 9,02  |
| Všemily                      | Všemily                                                                                         | Jetřichovice             | 4,87  |
| Vysoká Lípa                  | Vysoká Lípa                                                                                     | Jetřichovice             | 14,98 |
| Zahrady                      | Zahrady                                                                                         | Krásná Lípa              | 1,43  |

Celková výměra 908,92 km2